# Allgemeines Deutsches Sängerfest

Festhalle des Sängerfests auf dem Burgfeld

Das Allgemeine Deutsche Sängerfest fand 1847 in Lübeck statt.

## Hintergrund
Im Juli 1846 beschloss der Norddeutsche Sängerbund, in dem die Mehrzahl der norddeutschen Liedertafeln vereinigt war, sein für das folgende Jahr vorgesehenes Sängerfest als Allgemeines Deutsches Sängerfest auszurichten. In dieser Zeit hatte es bereits mehrere solcher Sängerfeste gegeben, die mit der Bewegung des Sänger- und Turnwesens im Vormärz in Zusammenhang standen. Das vermutlich erste fand in Frankfurt am Main im Jahre 1838 unter dem Titel "Erstes Allgemeines Deutsches Sängerfest" statt. Die Teilnehmer (es handelte sich ausschließlich um Männerchöre) aus ganz Deutschland (das damals als Deutscher Bund in viele verschiedene Staaten zersplittert war) verband nicht nur das Singen, sondern auch die politischen Forderungen nach nationaler Einigung, Bürger- und Freiheitsrechten. Tausende von Sängern nahmen daran teil. Das erste Deutsche Sängerfest fand vom 4. bis zum 6. August 1845 in Würzburg statt, war jedoch organisatorisch nicht mit den anderen Veranstaltungen verbunden. Ein Fränkisches Sängerfest in Nürnberg hatte der bayerische König 1846 verboten.
Das Komitee des Allgemeinen Deutschen Sängerfests von 1847 setzte sich zusammen aus dem Direktor der Gesellschaft zur Beförderung gemeinnütziger Tätigkeit Johann Heinrich Behn, dem Juristen Friedrich Krüger sowie dem Pädagogen Carl Heinrich Dettmer, die dem Kreis Jung-Lübeck angehörten. Musikdirektor war der Münchner Hofkapellmeister Franz Lachner.
Zu dem Sängerfest, das vom 26. bis 29. Juli 1847 abgehalten wurde, reisten rund 1800 Teilnehmer aus über 100 Orten des gesamten deutschen Sprachraums an; wegen der zu jener Zeit mit erheblichem Aufwand und Kosten verbundenen Reise bildeten Liedertafeln aus Norddeutschland die Mehrheit, aber auch aus den übrigen Gegenden waren zahlreiche Gesangvereine erschienen. Veranstaltungsort war eine eigens für diesen Anlass errichtete temporäre Festhalle auf dem Burgfeld.

## Ablauf
Die überwiegende Zahl der Teilnehmer traf am 26. Juli, einem Sonnabend, in Lübeck ein und wurde auf dem Markt willkommen geheißen. Nach einem gemeinsamen Mittagessen in der Festhalle wurde dort um 16.30 Uhr das Sängerfest mit dem Eröffnungskonzert offiziell eingeläutet. Das Begrüßungslied der Lübecker Liedertafel zu diesem Anlass war vom Lübecker Musikdirektor Carl Bach und Emanuel Geibel geschaffen worden.
Am folgenden Tag begannen die Feierlichkeiten mit einem Choral, der von den Sieben Türmen geblasen wurde. Nach Proben am Vormittag und frühen Nachmittag fand ab 16 Uhr ein Konzert in der Festhalle statt. Um 20 Uhr begann ein Fest unter freiem Himmel, bei dem verschiedene Vereine Gesangsdarbietungen auf zwei Bühnen gaben, während zugleich in der Halle ein Ball stattfand.
Der Montag begann mit einem Reveille-Zug durch die Stadt ab 7 Uhr, woran sich neue Proben anschlossen. Um 13 Uhr versammelten sich die Teilnehmer vor dem Dom und begaben sich in einem Festzug zum Burgfeld, wo ab 15 Uhr im Freien das zweite Konzert stattfand, gefolgt von einem Festmahl.
Der letzte Tag des Sängerfests wurde ab 6 Uhr früh abermals durch einen Reveille-Zug eingeleitet. Um 7 Uhr versammelten sich die Teilnehmer auf dem Markt, trugen Lieder vor und begaben sich in einem Umzug zum Hafen, wo sie sich zu einer Festfahrt nach Travemünde einschifften. Dort wurde ein Ausflug auf die Ostsee unternommen und anschließend an der Seebadeanstalt Lieder vorgetragen, ehe die Gesellschaft um 19 Uhr nach Lübeck zurückkehrte und sich zum Abschluss des Sängerfests noch einmal in der Festhalle versammelte.